# Fort ship
 (septembre 2021).

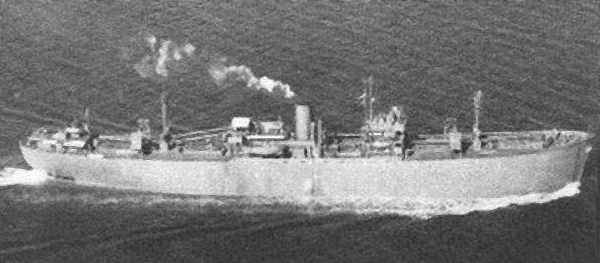
SS Fort Stikine which exploded during the Bombay Explosion on 14 April, 1944

Les Fort Ships étaient une classe de 198 cargos construits au Canada pendant la Seconde Guerre mondiale pour être utilisés par le Royaume-Uni dans le cadre du programme de prêt-bail. Ils avaient tous des noms préfixés par "Fort" lors de leur construction. Les navires étaient en service entre 1942 et 1985, avec deux encore inscrits sur les registres maritimes jusqu'en 1992. Un total de 53 de ces cargos ont été perdus pendant la guerre en raison d'accidents ou d'actions ennemies. L'un d'eux, le SS Fort Stikine (en), a été détruit en 1944 par la détonation de 1400 tonnes d'explosifs à son bord. Cet événement, connu sous le nom d'explosion de Bombay, tua plus de 800 personnes et coula treize navires. Les Forts Ships étaient des navires transférés au gouvernement britannique et les Park Ships, étaient ceux employés par le gouvernement canadien, tous deux de conception similaire.

## Description
Les Fort Ships mesuraient 129,30 mètres de long avec une largeur de 17,37 mètres. Ils ont été évalués à 7,130 GRT . Les navires étaient de trois types: le type « North Sands », qui était de construction rivetée, et les types « Canadian » et « Victory », qui étaient de construction soudée. Ils furent construits par dix-huit chantiers navals canadiens différents. Leurs machines à vapeur à triple expansion ont été elles construites par sept fabricants différents.

## Histoire
Les navires ont été construits entre 1941 et 1945. Le premier à être construit fut le Fort St. James, dont la construction débuta le 23 avril 1941 et qui fut lancé le 15 octobre suivant. Les huit navires construits par Burrard Dry Dock coûtèrent 1 856 500 dollars canadiens chacun. Au cours de la Seconde Guerre mondiale, 28 ont été perdus à cause de l'action ennemie, et quatre ont été perdus en raison d'accidents. La plupart des 166 navires survivants passèrent à l  a Commission maritime des États-Unis. La dernière démolition enregistrée remonte à 1985 ,, et deux navires, l'ancien Fort St. James et Fort St. Paul, ont été inscrits au Lloyd's Register jusqu'en 1992.

## Équipage
Les Park Ships étaient armés. Il y avait à bord des marins de la Marine marchande artilleurs. De nombreux navires marchands britanniques et canadiens transportaient également des artilleurs navals volontaires appelés artilleurs DEMS (Defensively_equipped_merchant_ship (en) ou navires marchands équipés de manière défensive). Les navires américains transportaient des artilleurs de la Naval Armed Guard (en). Des marins de marine marchande équipaient les navires marchands de la marine marchande britannique qui approvisionnaient le Royaume-Uni en matières premières, armes, munitions, carburant, nourriture et toutes les nécessités d'une nation en guerre tout au long de la Seconde Guerre mondiale, permettant au pays de se défendre. Ce faisant, ils ont subi un taux de pertes considérablement plus élevé que presque toutes les branches des forces armées et furent soumis à de grandes difficultés. Les marins étaient âgés de quatorze à soixante-dix ans. Le souvenir des disparus est rappelé par le monument commémoratif des navires de la Marine royale du Canada dans le parc Spencer Smith à Burlington, en Ontario.

## Pertes
Vingt-huit navires ont été perdus en raison de l'action ennemie et 25 autres en raison d'accidents.

### Action ennemie
- Le 17 mai 1942, le Fort Qu'Appelle est torpillé et coulé dans l'océan Atlantique par l'U-135[4].
- Le 17 août 1942, le Fort La Reine est torpillé et coulé dans l'océan Atlantique par l'U-658[4].
- Le 6 mars 1943, le Fort Battle River est torpillé et coulé dans l'océan Atlantique par l'U-410[3].
- Le 17 mars 1943, le Fort Cedar Lake est torpillé et coulé dans l'océan Atlantique par les U-338 et U-665[3].
- Le 20 mars 1943, le Fort Mumford est torpillé et coulé dans l'océan Indien par le sous marin japonais I-272[4].
- Le 30 mars 1943, le Fort A La Corne est torpillé et coulé en Méditerranée par l'U-596[3].
- Le 17 avril 1943, le Fort Rampart est torpillé et coulé dans l'océan Atlantique par les U-226 et U-628 [4].
- Le 11 mai 1943, le Fort Concord est torpillé et coulé dans l'océan Atlantique par l'U-456[3],[9].
- Le 11 juin 1943, le Fort Good Hope est torpillé et coulé dans l'océan Atlantique par l'U-159[3].
- Le 16 juillet 1943, le Fort Franklin est torpillé et coulé dans l'océan Indien par l'U-181[3].
- Le 20 juillet 1943, le Fort Pelly est bombardé et coulé à Augusta, en Sicile, en Italie[4].
- Le 24 juillet 1943, le Fort Chilcotin est torpillé et coulé dans l'océan Atlantique par l' U-172[3].
- Le 6 août 1943, le Fort Halkett est torpillé, bombardé et coulé dans l'océan Atlantique par l'U-185[3].
- Le 13 septembre 1943, le Fort Babine est bombardé et coulé dans l'océan Atlantique par des avions de la Luftwaffe[3].
- Le 19 septembre 1953, le Fort Longueuil est torpillé et coulé dans l'océan Pacifique par l'U-532[4].
- Le 23 septembre 1943, le Fort Jemseg est torpillé et coulé dans l'océan Atlantique par l'U-238[3].
- Le 30 septembre 1943, le Fort Howe est torpillé et coulé en Méditerranée par l'U-410[3].
- Le 4 octobre 1943, le Fort Fitzgerald est bombardé et coulé en mer Méditerranée au large du cap Ténès, en Algérie, par des avions Dornier Do 217 de la Kampfgeschwader 100, de la Luftwaffe[10].
- Le 2 décembre 1943, le Fort Athabaska est coulé par l'explosion du Liberty Ship John L. Motley lors du raid aérien sur Bari[3].
- Le 2 décembre 1943, le Fort Lajoie est coulé par la Luftwaffe allemande lors du raid aérien sur Bari.
- Le 20 janvier 1944, le Fort Buckingham est torpillé et coulé dans l'océan Indien par l'U-188 [3].
- Le 25 janvier 1944, le Fort Bellingham est torpillé et coulé dans l'océan Arctique par les U-360 et U-957[3].
- Le 25 janvier 1944, le Fort La Maune est torpillé et coulé dans l'océan Indien par l'U-188[4].
- Le 15 février 1944, le Fort St. Nicholas est torpillé et coulé en Méditerranée par l'U-410[4].
- Le 3 mars 1944, le Fort McLeod est torpillé, bombardé et coulé dans l'océan Indien par le sous-marin japonais I-162[4].
- Le 19 mai 1944, le Fort Missanabie est torpillé et endommagé en Méditerranée par l'U-453. La section avant a coulé. La section arrière a été prise en remorque mais a coulé le lendemain[4].
- Le 3 août 1944, Fort Lac La Ronge a été endommagé par un bateau radio-commandé bourré d'explosifs de la  Kriegsmarine au large de la Normandie. Il a ensuite été échoué à Appledore, sur la côte anglaise du Devon, et fut mis à la casse en 1949[4].
- Le 23 août 1944, le Fort Yale est torpillé et coulé dans la Manche par l'U-480[5].
- Le 15 décembre 1944, le Fort Maisonneuve heurte une mine et coule en mer du Nord[4].

### Accidents
- Le 16 juillet 1943, Fort Confidence prend feu à Alger. Il s'échoue et est par conséquent déclaré perte totale[3].
- Le 4 août 1943, le Fort La Montee prend feu et explose à Alger[4].
- Le 14 avril 1944, le Fort Crevier est gravement endommagé par l'explosion du fort Stikine à Bombay, en Inde. Il fut réduit à l'état de carcasse et a été mis au rebut en 1948[3].
- Le 14 avril 1944, le Fort Stikine explose à Bombay et est détruit. Douze autres navires ont été perdus dans cette explosion[4].
- Le 21 juin 1945, le Fort La Prairie ou Fort La Pairie, 7138 tonnes, cargo, britannique, s'échoua à environ 0,5 mille au Sud-sud-ouest du feu Muckle Skerry, Out Skerries. Emplacement cité comme N60 29 W0 52, il a été remorqué par le navire de sauvetage océanique RFA Salfeda, assisté par des pêcheurs locaux. Il fut rebaptisé Elm Hill (1950) et mis à la casse en 1967.
- Le 1er février 1946, le Fort Massac heurte le Thornaby et coule en mer du Nord[4].
- Le 23 août 1946, le Fort Boise fait naufrage sur le Grand Shoal, au large de Saint-Pierre-et-Miquelon[3].
- Le 18 février 1949, L'Emerillon (anciennement Fort Machault) s'échoue sur les rochers de la Sorelle au large de Malte[4].
- Le 28 septembre 1956, le Bedford Earl (anciennement Fort Covington ) s'est échoué dans les îles Ryukyu, au Japon, lors d'un typhon[3].
- Le 14 juin 1953, le Bedford Prince (anciennement Fort Gloucester ) s'échoue dans le golfe de Paria. Il a par conséquent été mis à la casse[3].
- Le 10 février 1954, le Catherine MS (anciennement Fort Kilmar ) s'échoue au large de Mojima Saki, au Japon. Il a par conséquent été mis à la casse[4].
- Le 16 octobre 1954, le Travelstar (anciennement Fort La Baye ) s'échoue et prend feu dans la baie de Buckner. Il a été déclaré en perte totale[4].
- Le 24 mars 1955, le Yaffo (anciennement Fort Kullyspell ) s'échoue dans la baie de Baffy. Il a été renfloué en 1957 et emmené à Monrovia, au Libéria. Aucun autre service du navire n'a ensuite été enregistré[4].
- Le 27 mai 1959, l'Aghios Spyridon (anciennement Fort La Have ) s'est échoué au large de La Havane, à Cuba, et a pris feu. Bien qu'il ait été renfloué, il a été déclaré perte présumée totale[4].
- Le 1er juillet 1960, le Rita (anciennement Fort Rouille ) s'échoue au large de Goa, en Inde, et se brise en deux[4].
- Le 1er février 1961, le Cap Drépanon (anciennement Fort La Cloche ) s'est échoué dans le détroit de Long Island. Il a par conséquent été mis au rebut[4].
- Le 20 décembre 1963, l'Île de Corfou (anciennement Fort Saleesh ) a subi une panne de moteur et a par la suite  fait naufrage dans le golfe du Saint-Laurent[4].
- Le 8 avril 1964, l'Irene X (anciennement Fort Poplar ) s'échoue au large de Haiphong, en Chine. Il a ensuite été renfloué et mis à la ferraille[4].
- Le 21 novembre 1964, le Zakia (anciennement Fort Capot River ) entre en collision avec le pétrolier Hyperion au large du cap Saint-Vincent, au Portugal. Il coule le lendemain[3].
- Le 1er juin 1966, Aktor (anciennement Fort Sturgeon ) a provoqué une fuite et a sombré dans l'océan Pacifique[4] .
- Le 3 novembre 1966, le Progress (anciennement Fort Caribou ) a fait naufrage dans un typhon à Madras, en Inde[3].
- Le 26 janvier 1967, le Bodoro (anciennement Fort Dauphin ) entre en collision avec le Beaver State dans la baie de Chesapeake. Il s'échoue mais est par conséquent déclaré perte totale implicite[3].
- Le 12 avril 1967, le Silver Peak (anciennement Fort Lennox ) s'est échoué en mer de Chine méridionale à 100 milles marins (185,2 km) au large de Taïwan. Il a été déclaré perte totale et par la suite mis au rebut[4].
- Le 25 février 1968, l'African Marquis (anciennement Fort Glenora ) s'échoue sur Kasos, en Grèce, et se brise en deux[3].
- En 1968, Zhan Dou 76 (anciennement Fort Wallace ) s'est retrouvé bloqué. Il  a ensuite été mis au rebut[5].
- Le 18 décembre 1969, l'Ibrahim K (anciennement Fort McPherson ) s'échoue à Tocra en Libye et se brise en deux[4].

## Navires de la classe
- Fort St James
- Fort Churchill
- Fort Qu'Appelle
- Fort George
- Fort Good Hope
- Fort Ellice
- Fort Fraser
- Fort McLoughlin
- Fort La Reine
- Fort Pine
- Fort Pembina
- Fort Kootenay
- Fort Lac La Rouge
- Fort Pitt
- Fort Rae
- Fort Reliance
- Fort Thompson
- Fort Wedderburne
- Fort Fork
- Fort Poplar
- Fort Hackett
- Fort Yale
- Fort Anne
- Fort Jemseg
- Fort Livingstone
- Fort Lawerence
- Fort  Gaspereau
- Fort  Charnisay
- Fort  Aklavik
- Fort  Cadotte
- Fort  Nashwaak
- Fort  Bedford
- Fort  Chesterfield
- Fort  Dease Lake
- Fort  McMurray
- Fort  Vermillion
- Fort  Howe
- Fort  Lajoie
- Fort  Meductic
- Fort  Buckingham
- Fort  Connolly
- Fort  Caribou
- Fort  Cumberland
- Fort  Assiniboine
- Fort  Ash
- Fort Athabaska
- Fort  Dauphin
- Fort Norway
- Fort  Bell
- Fort  Brandon
- Fort  Columbia
- Fort  Yukon
- Fort  Bellingham
- Fort  Massac
- Fort  St. Nicholas
- Fort  Prudhomme
- Fort  Sakisdac
- Fort  Venango
- Fort  Machault
- Fort  Orleans
- Fort Mackinac
- Fort  St. Croix
- Fort  Biloxi
- Fort Toulouse
- Fort  Dearborn
- Fort Simcoe
- Fort  Wallace
- Fort  La Have
- Fort  Island
- Fort  Brisebois
- Fort Dunvegan
- Fort  Constantine
- Fort  Kilmar
- Fort  Providence
- Fort  Mcdonnell
- Fort  Alabama
- Fort  Edmonton
- Fort Wrangell
- Fort Ville Marie
- Fort Nipigon
- Fort Louisburg
- Fort Abitibi
- Fort Senneville
- Fort Tadoussac
- Fort La Maune
- Fort Chambly
- Fort La Prairie
- Fort Cataraqui
- Fort Concord
- Fort St. Francois
- Fort Mingan
- Fort Carillon
- Fort Albany
- Fort Brunswick
- Fort Frontenac
- Fort St Paul
- Fort St Regis
- Fort La Tour
- Fort Michipicoten
- Fort Missanabie
- Fort Frontenac
- Fort Lennox
- Fort Richelieu
- Fort St Joseph
- Fort Beausejour
- Fort Pic
- Fort Musquarro
- Fort La Cloche
- Fort Mattagami
- Fort Nottingham
- Fort Alexandria
- Fort Augustus
- Fort Babine
- Fort Bourbon
- Fort Battle River
- Fort-a-la-Corne
- Fort Rouge
- Fort Simpson
- Fort Gibraltar
- Fort Paskoyac
- Fort La Montee
- Fort Steele
- Fort Frederick
- Fort Cedar Lake
- Fort Drew
- Fort Fairford
- Fort Frobisher
- Fort Grahame
- Fort Jasper
- Fort Buffalo
- Fort Grouard
- Fort Mcpherson
- Fort Fidler
- Fort Capot River
- Fort Carlton
- Fort Esperance
- Fort Hall
- Fort Clatsop
- Fort Colville
- Fort Panmure
- Fort Marin
- Fort Saleesh
- Fort St. Antoine
- Fort Sandusky
- Fort Charlotte
- Fort Highfield
- Fort Green Lake
- Fort Daer
- Fort Harrison
- Fort Stikine
- Fort Rupert
- Fort Mumford
- Fort Acton
- Fort Turtle
- Fort Aspin
- Fort Perrot
- Fort Conti
- Fort Aspin
- Fort Beaver Lake
- Fort Simcoe
- Fort Remy
- Fort Longueuil
- Fort Maissonneuve
- Fort Vercheres
- Fort Erie
- Fort Coulonge
- Fort Wellington
- Fort Norfolk
- Fort Rouille
- Fort Crevier
- Fort Covington
- Fort Moose
- Fort Romaine
- Fort Esperance
- Fort Henley
- Fort La Prairie
- Fort Ticonderoga
- Fort Crown Point
- Fort Beauharnois
- Fort Niagara
- Fort Rosalie
- Fort Sandusky
- Fort Wayne
- Fort Camosun
- Fort Douglas
- Fort Liard
- Fort Hudson's Hope
- Fort Tremblant
- Fort Walsh
- Fort Wrigley
- Fort Sturgeon
- Fort St Ignace
- Fort Berens
- Fort Langley
- Fort Chilcotin
- Fort Confidence
- Fort Chipewyan
- Fort Carlton
- Fort Maurepas
- Fort Norman
- Fort Slave
- Fort Souris
- Fort Brule
- Fort Franklin
- Fort La Traite
- Fort Finlay
- Fort Rampart
- Fort Stager
- Fort Fitzgerald
- Fort Nakasley
- Fort Enterprise
- Fort Glenlyon
- Fort Glenora
- Fort Gloucester
- Fort Grant
- Fort Greene Lake
- Fort Astoria
- Fort Kullyspell
- Fort Crevecoeur
- Fort Kaskaskia
- Fort Boise
- Fort La Baye
- Fort St. Ignace
- Fort Miami
- Fort Mackinac
- Fort Miami
- Fort Grand Rapids
- Fort Duquesne
- Fort McLeod
- Fort Pelly
- Fort Chimo (completed as tanker)

## Lecture complémentaire
- Syd C. Heal, A Great Fleet of Ships: the Canadian forts & parks, Vanwell Publishing, 1999 (ISBN 1-55125-023-3)